# Frederic Meisner

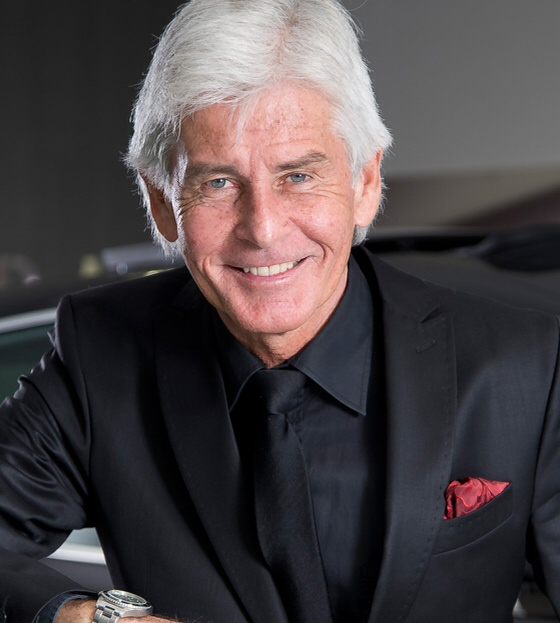
Frederic Meisner (2016)

Frederic Meisner (* 25. Mai 1953 in München als Manfred-Frederic Meisner) ist ein deutscher Fernsehmoderator, Schauspieler und Model.

## Leben und Karriere
Meisner besuchte von Ende 1972 bis 1974 die Schauspielschule bei Annemarie Hanschke in München und Berlin. In den 1970er- bis Mitte der 1980er-Jahre war er als Model in Deutschland, Österreich, Frankreich, Niederlande und der Schweiz tätig.
Als Schauspieler wirkte er in zahlreichen TV- und Film-Produktionen mit, so war er beispielsweise in Folgen von Der Kommissar, Tatort, Derrick, Ein Fall für zwei, Thomas Mann Novelle, Die Straße (ZDF-Serie) sowie in mehreren französischen Fernsehproduktionen zu sehen.
Ab 1. Januar 1984 moderierte er bei dem Fernsehsender Sat.1 das Magazin Aufgeblättert. Von 1985 bis 1987 war Meisner bei Tele 5 und moderierte die Sendung Musicbox und die Kinosendung Cinema.
1988 wurde er unter 80 Kandidaten zum Moderator der Show Glücksrad ausgewählt. Von 1988 bis 1998 moderierte er im wöchentlichen Wechsel mit Peter Bond das Glücksrad auf Sat.1. An seiner Seite stand die Assistentin Maren Gilzer. Nach dem Wechsel der Show zum Sender kabel eins 1998 moderierte Meisner die Sendung als alleiniger Moderator zusammen mit der neuen „Glücksfee“ Sonya Kraus bis zum 28. Dezember 2001.
Frederic Meisner moderierte von 1993 bis 1995 auf Sat.1 die Reisesendung Traumreisen an den schönsten Schauplätzen Europas und brachte dazu Reiseführer auf den Markt. 1993–1995 war er mit seiner Samstag-Radioshow bei Radio Arabella zu hören.
1994 bis 1995 moderierte er ebenfalls auf Sat.1 die Sendung Die goldene Schlagerparade, 1996 die zwölfteilige Volkstümliche Hitparade auf Sat.1.
1996 war Meisner als Produzent und Moderator mit dem wöchentlichen SKL Trabrennmagazin im DSF (jetziges Sport1) aktiv.
Am 1. März 2000 moderierte Meisner erstmals beim Sky-Deutschland-Sender Goldstar TV seine Sendung Hitcocktail.
Von März 2004 an stand er wieder täglich für 9Live als Moderator für das Glücksrad vor der Kamera. Ende 2004 verabschiedete sich Meisner nach 14 Jahren von der Gameshow.
Im September 2016 strahlte der Sender Tele 5 die Reise von vier ehemaligen Gameshow-Moderatoren zum Jakobsweg aus. Der Titel war Old Guys on Tour und wurde in zwölf Folgen ausgestrahlt. Neben Meisner waren auch Jörg Draeger, Björn-Hergen Schimpf und Harry Wijnvoord zu sehen. Als Moderator und Kommentator agierte Karl Dall.
Frederic Meisner war von 1976 bis 2009 33 Jahre lang Trabrennbesitzer und Züchter.
Seit 2009 ist er Unternehmer und vertreibt seine eigenen Bordeaux-Weine in Deutschland.
2013 gründete er das Label „Frederic Meisner“ und agiert seitdem als Designer für Herren-Trachtenmode.
Meisner ist verheiratet und hat zwei Töchter.